# Hermann-Siedlung

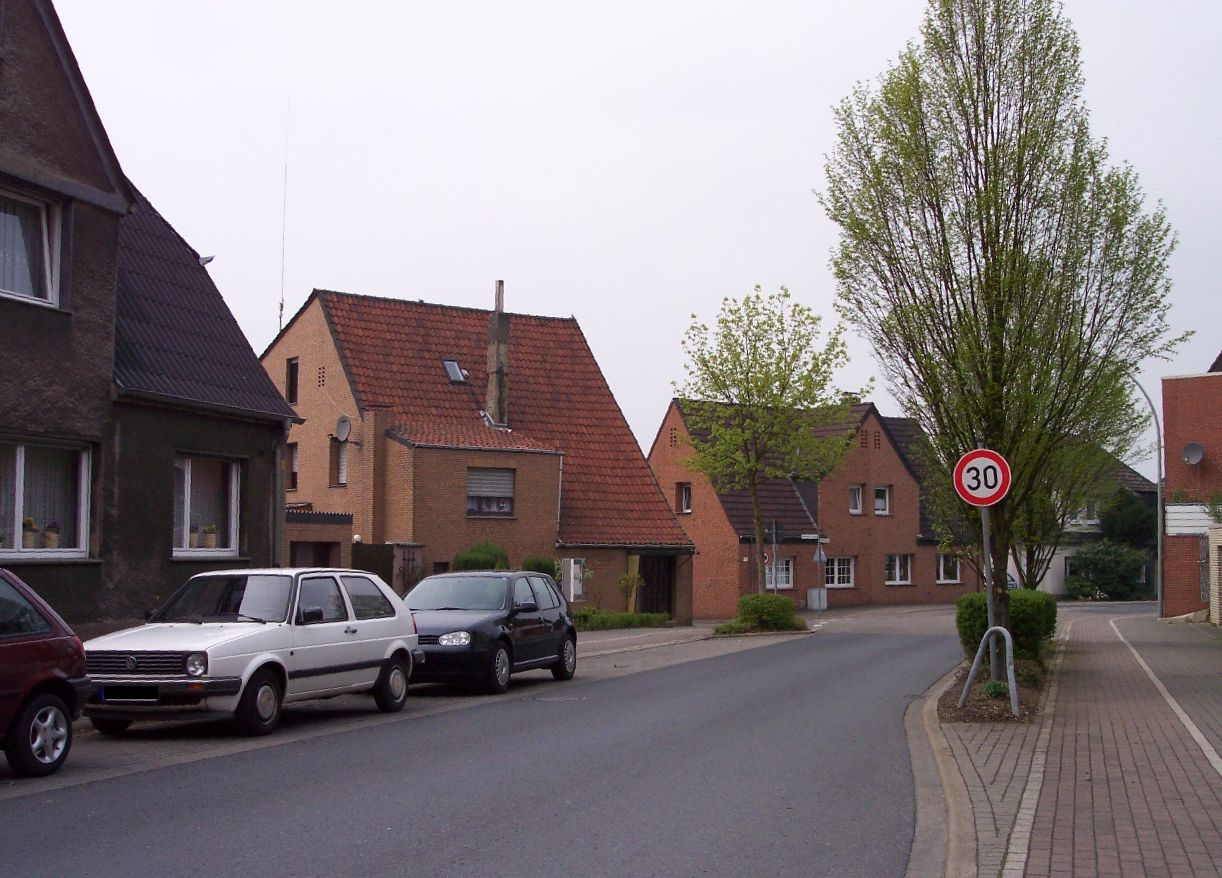
Hermann-Siedlung

Die Hermann-Siedlung ist eine Zechensiedlung, die zu Beginn des 20. Jahrhunderts für die Bergleute der Zeche Hermann in Beifang bei Selm errichtet wurde.

## Geschichte
Von 1909 bis 1923 ließ die Bergwerksgesellschaft Hermann m. b. H.  durch die Dortmunder Architekten D. & K. Schulze die Werkssiedlung Alte Kolonie für Zuwanderer aus Ost- und Südeuropa anlegen. Die spätere Hermann-Siedlung mit 514 Häusern wurde in konzentrischen Ringen um die nahe mittelalterliche Burg Botzlar angeordnet. In Anlehnung an Konzepte der Gartenstadt war die durchweg hochwertige, mit 47 Haustypen abwechslungsreich gestaltete Bebauung aus anderthalbgeschossigen Einfamilien- und Doppelhäusern durchsetzt mit reichlich Grün- und Gartenflächen.
Die Baukosten eines Hauses betrugen etwa 4000 Mark; es hatte dabei drei bis vier Zimmer mit bis zu 70 Quadratmeter Wohnfläche, einen circa 3 Meter breiten Vorgarten und ein rückwärtiges Nutzgartengrundstück von etwa 600 Quadratmeter mit Stallungen.
Die Schließung der Zeche Hermann 1926 führte über Jahrzehnte zu erheblichen sozialen Problemen.
Ab 1963 wurde durch den Eigentümer, die Gebrüder Stumm GmbH, die Privatisierung der Siedlung betrieben. In diesem Zusammenhang plante die Gemeinde die großräumige Sanierung des Ortskerns Selm-Beifang; dabei waren zeittypisch flächendeckende Abrisse vorgesehen, die trotz mangelhafter Finanzierung mit Mitteln des Baurechts durchgesetzt werden sollten. 1966 schlossen sich Betroffene zu einer Interessengemeinschaft zusammen und erreichten in der Folge eine Aufgabe der Planungen.
In neuerer Zeit ist die Siedlung zusammen mit der Zeche ein Bestandteil der Route der Industriekultur.